# Baeomyces
Baeomyces is een geslacht van korstmossen uit de familie Baeomycetaceae. Het geslacht werd in 1794 beschreven door de Duitse mycoloog Christiaan Hendrik Persoon.

## Soorten
Volgens Index Fungorum telt het geslacht zes soorten (peildatum april 2024):
| Soortnaam                                 | Auteur(s)                          | Publicatiejaar |
| ----------------------------------------- | ---------------------------------- | -------------- |
| Baeomyces byssoides                       | (L.) P. Gaertn., B. Mey. & Scherb. | 1802           |
| Baeomyces carneus                         | Flörke                             | 1821           |
| Baeomyces heteromorphus                   | Nyl. ex C. Bab. & Mitt.            | 1859           |
| Baeomyces lotiformis                      | S.N. Cao                           | 2017           |
| Baeomyces placophyllus (Gelobde heikorst) | Ach.                               | 1803           |
| Baeomyces rufus (Rode heikorst)           | (Huds.) Rebent.                    | 1804           |